# Івано-Франківський національний технічний університет нафти і газу
Івано-Франківський національний технічний університет нафти і газу (ІФНТУНГ) — єдиний в Україні вищий навчальний заклад IV рівня акредитації нафтогазового профілю, багатофункціональний та розгалужений навчально-науково-виробничий комплекс, база Прикарпатської регіональної організації студентів та викладачів з довузівською та післядипломною підготовкою, в якому у 8 інститутах та 3 коледжах, що входять до структури університету, навчається 8 тисяч студентів, в тому числі — іноземні студенти з країн Європи, Азії та Африки.
ЗВО заснований у 1967 р. як Івано-Франківський інститут нафти і газу. З 1994 р. — державний технічний університет нафти та газу IV рівня акредитації, з 2001 р. — національний. Член УАБО.

## Історія
Історія Івано-Франківського національного технічного університету починається у 1960 році, коли розпочав свою роботу Станіславський загальнотехнічний факультет Львівського політехнічного інституту. У 1963 році факультет реорганізовано в Івано-Франківську філію Львівського політехнічного інституту із відділеннями нафтової і газової промисловості та загальнотехнічним, а згодом сюди переведено ще й нафтовий факультет. Упродовж 1963—1964 років з'являються нові факультети: механічний факультет (1963), факультет автоматизації та економіки (1966—1967).

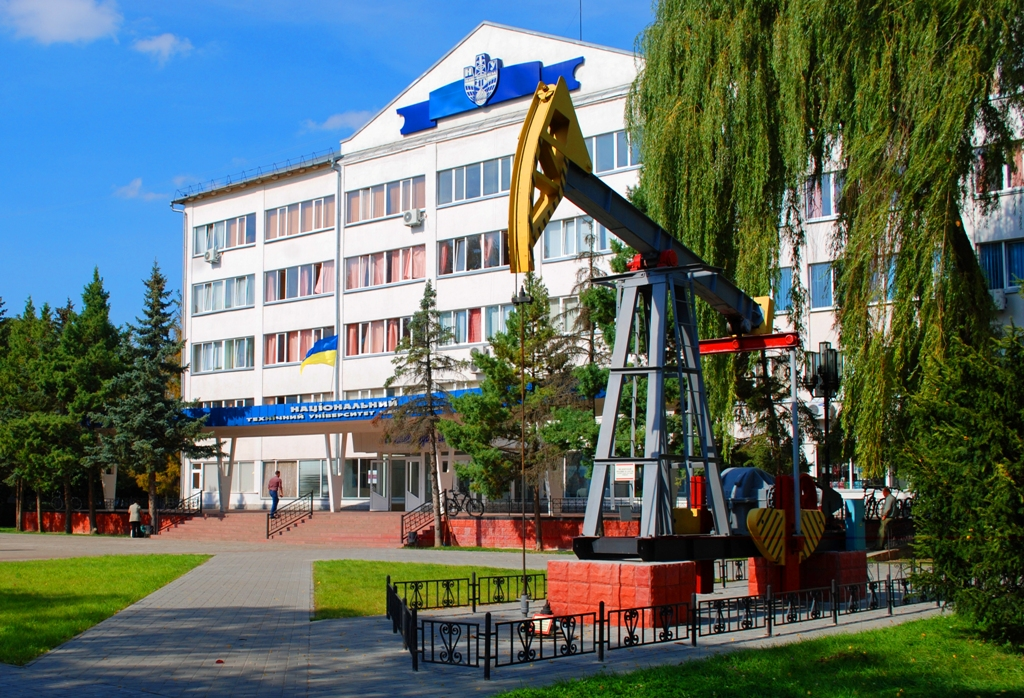
Головний навчальний корпус ІФНТУНГ

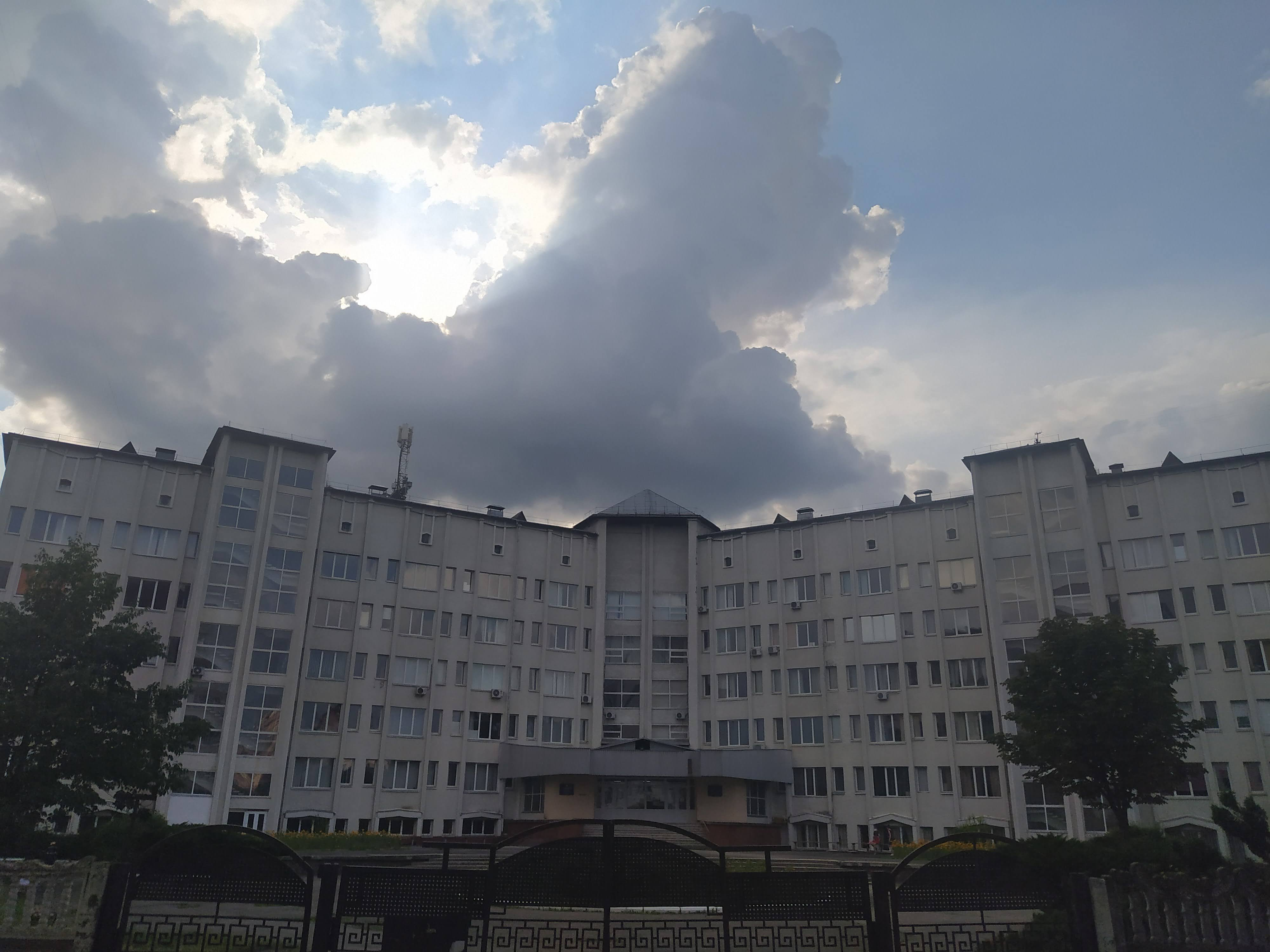
ІФНТУНГ Інститут Інформаційних Технологій

У 1967 році відповідно до наказу Міністерства вищої і середньої спеціальної освіти УРСР був створений Івано-Франківський інститут нафти і газу.
1978—1979 рр. ознаменувались активним будівництвом навчальних корпусів, науково-технічної бібліотеки, спорткомплексу. 

У 1993 році Міжгалузева акредитаційна комісія (МАК) ухвалила рішення про акредитацію інституту за IV рівнем.  

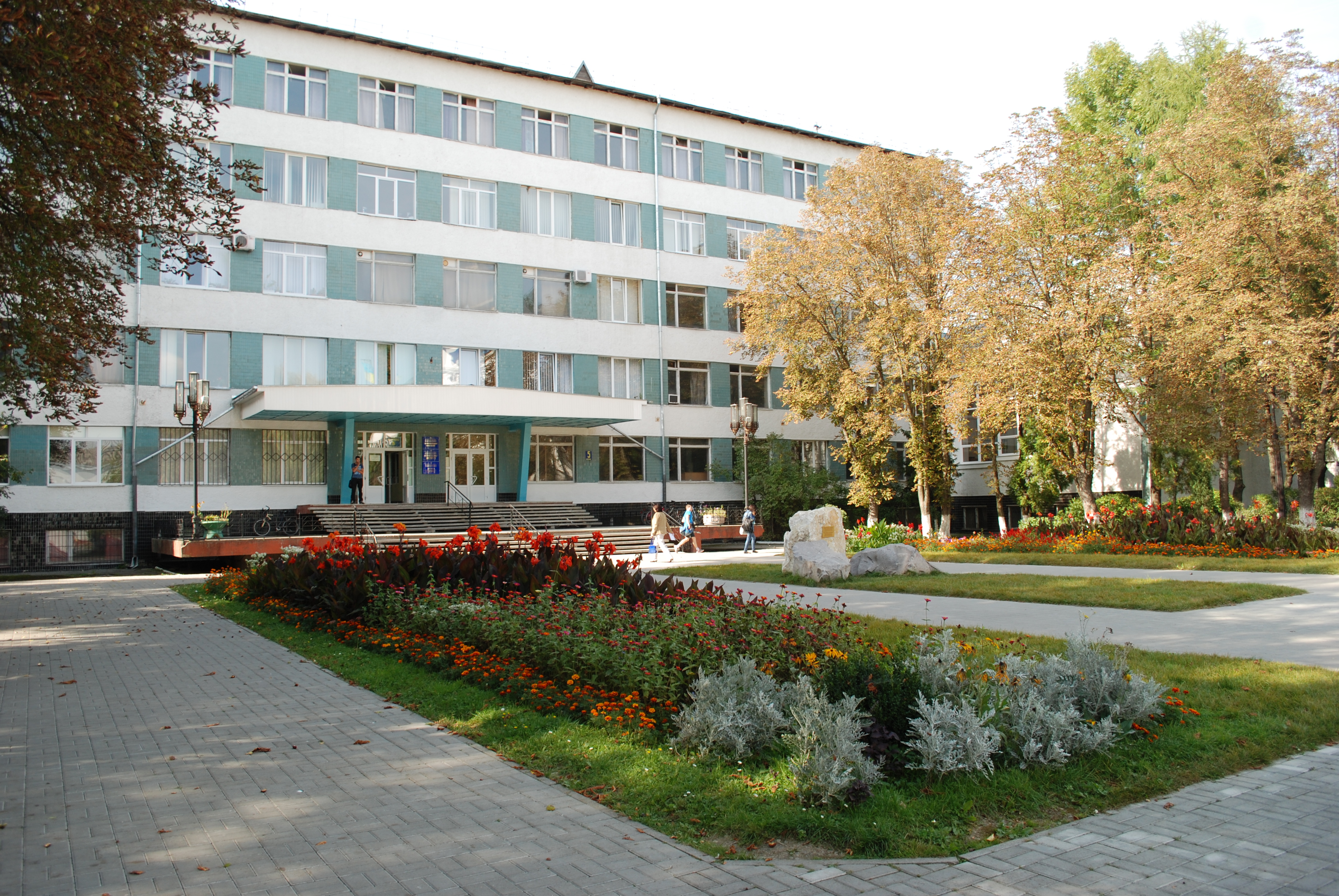
Навчальний корпус № 5

У 1994 році вийшла постанова Кабінету Міністрів України № 244 від 20.04.94. р. «Про створення Івано-Франківського державного технічного університету нафти і газу на базі Івано-Франківського інституту нафти і газу». Першим ректором університету обрано проф. Є. І. Крижанівського (з 2009 р. — член-кореспондент НАН України, з 2015 р. — академік НАН України). З червня 2023 року університет очолює проф. Чудик Ігор Іванович
У 2001 р. згідно з Указом Президента України університету було надано статус національного. 

Університет сьогодні – це шість навчально-наукових інститутів, один факультет, науково-дослідний інститут нафтогазової енергетики та екології, три коледжі та фізико-технічний ліцей, кафедра військової підготовки; аспірантура і докторантура. Серед викладачів університету — понад 100 докторів наук, професорів, більш як 500 кандидатів наук, доцентів. Лауреатами Державних премій в галузі науки і техніки  стали 24 викладачі і працівники ІФНТУНГ. В університеті створено 19 наукових шкіл. 

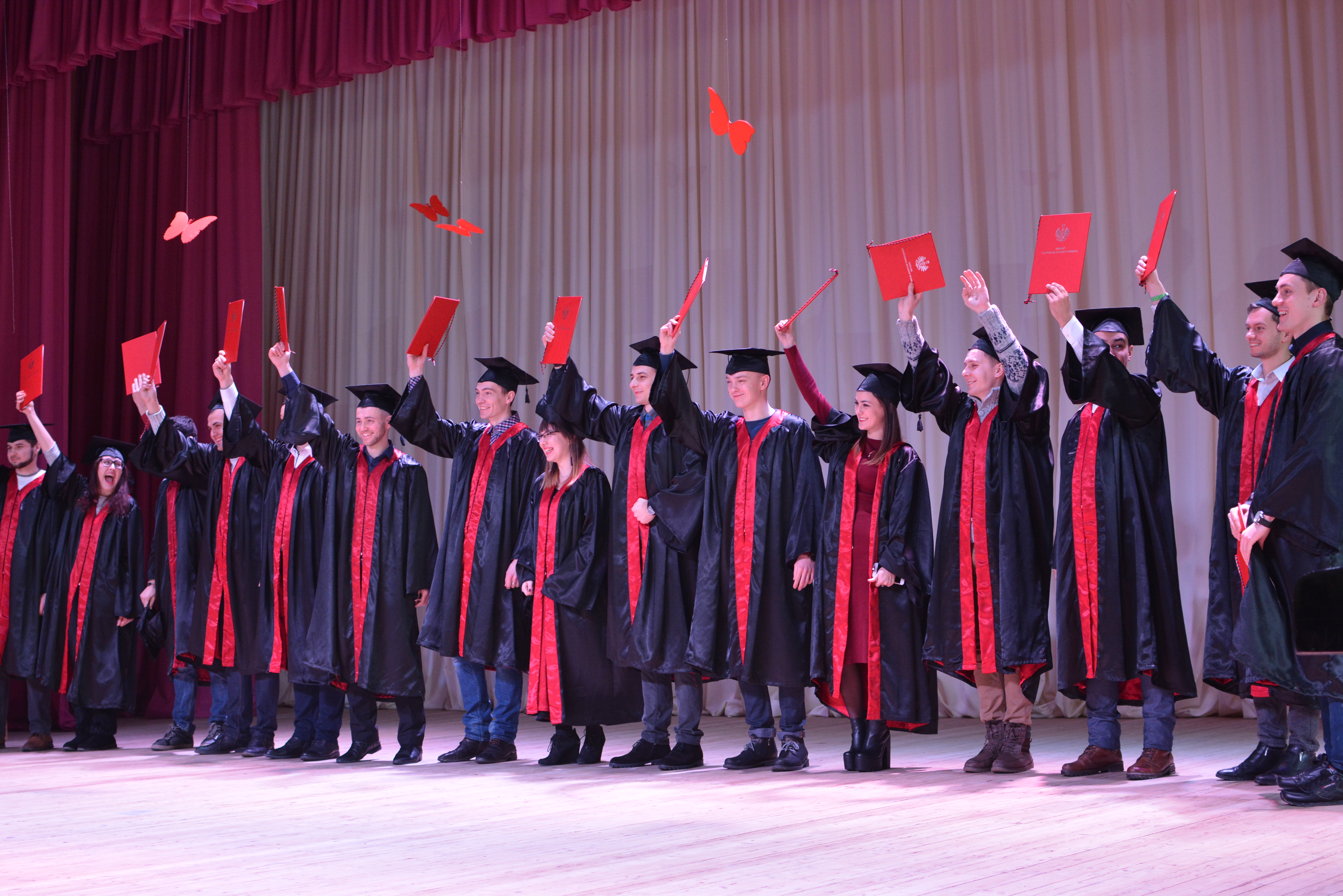
Дипломи європейського зразка отримують магістри інституту нафтогазової інженерії

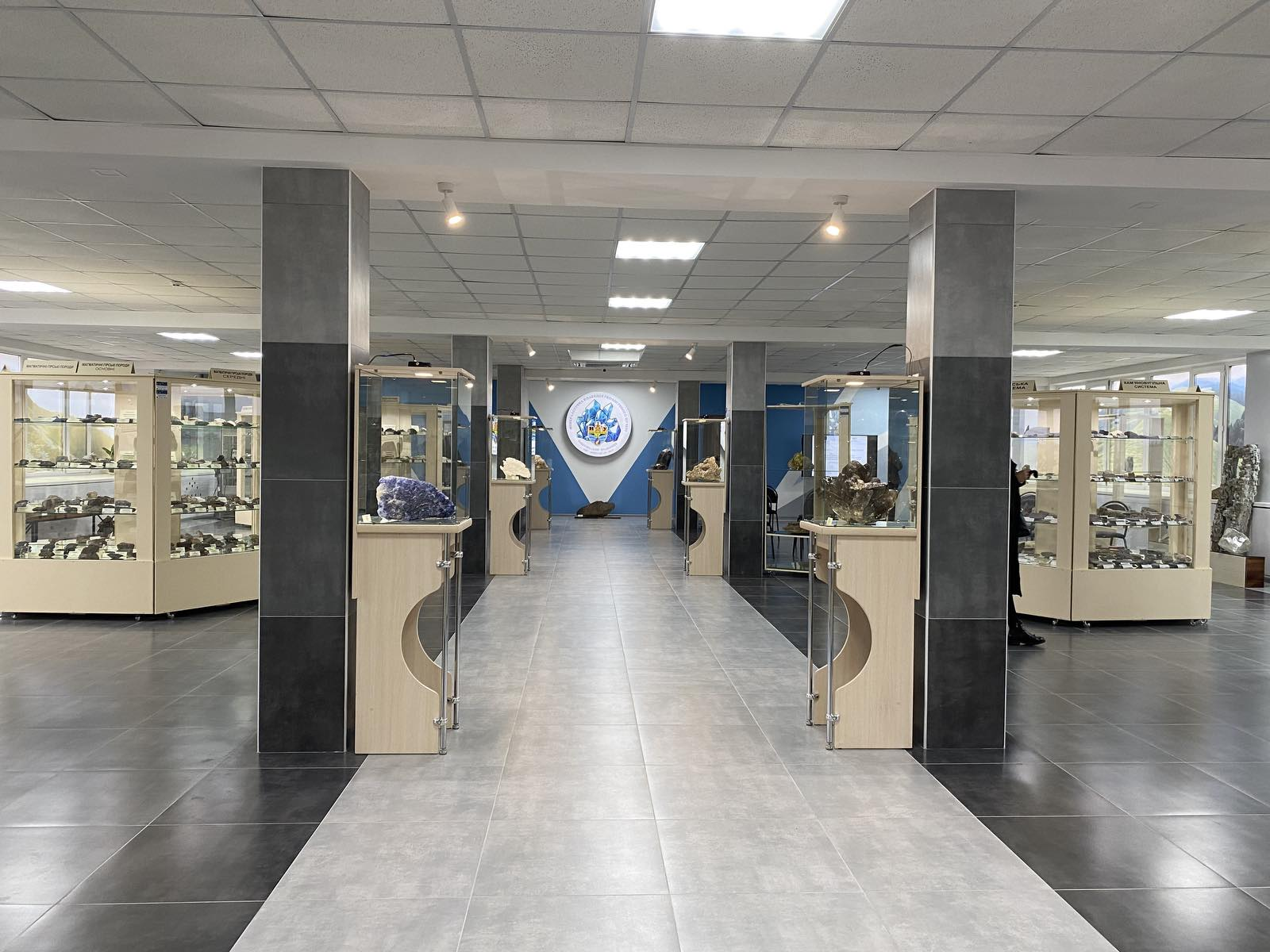
Геологічний музей

Матеріально-технічна база університету охоплює 12 навчально-лабораторних корпусів, Геологічний музей, бібліотеку, 8 гуртожитків, базу відпочинку, базу практик, спортивний комплекс ім. Гемби А. П. (стадіон з футбольним полем, легкоатлетичні бігові доріжки з гумово-бітумним покриттям, легкоатлетичний манеж, спортивні зали для заняття футболом, волейболом, баскетболом, боксом, боротьбою, важкою атлетикою, фітнесом, великим та настільним тенісом). Створено Дністровський інженерно-екологічний навчально-науковий виробничий протипаводковий полігон (с. Маямпіль Галицького району).
Вранці 22 червня 2024 р. у результаті ракетного обстрілу університету російськими військами один із корпусів закладу було зруйновано, а ще кілька зазнали пошкоджень.

## Освітня діяльність
Освітня діяльність університету (вища освіта університетського рівня, повна загальна середня освіта, післяшкільна освіта неуніверситетського рівня, професійна освіта) сертифікована на відповідність вимогам ДСТУ ISO 9001:2009 «Системи управління якістю» та підтверджена сертифікатом на систему управління якістю освітніми послугами: сертифікати на відповідність вимогам ДСТУ ISO 9001:2009 №UA2.IF.QMS.46-19 та  №UA2.IF.QMS.47-19 від 16.01.2019. Студенти ІФНТУНГ мають можливість навчатися у Краківській гірничо-металургійній академії ім. С. Сташіца (Польща) і отримати диплом магістра європейського взірця, проходять виробничі практики і стажування у навчальних закладах Німеччини, Чехії, Польщі, Угорщини, Канади, Туреччини, Греції та інших країн. Університет є учасником зарубіжних проєктів: 7-ї Рамкової програми ЄС із досліджень та інновацій; Програми прикордонного співробітництва Угорщина — Словаччина — Румунія — Україна тощо. Університет серед перших в Україні організував свою діяльність згідно з міжнародними стандартами Міжнародної організації з стандартизації (стандарти ISO), Європейської асоціації забезпечення якості вищої освіти (стандарти й директиви ENQA) та міжнародної робочої угоди (стандарти IWA) у сфері освіти.

### Інститут післядипломної освіти

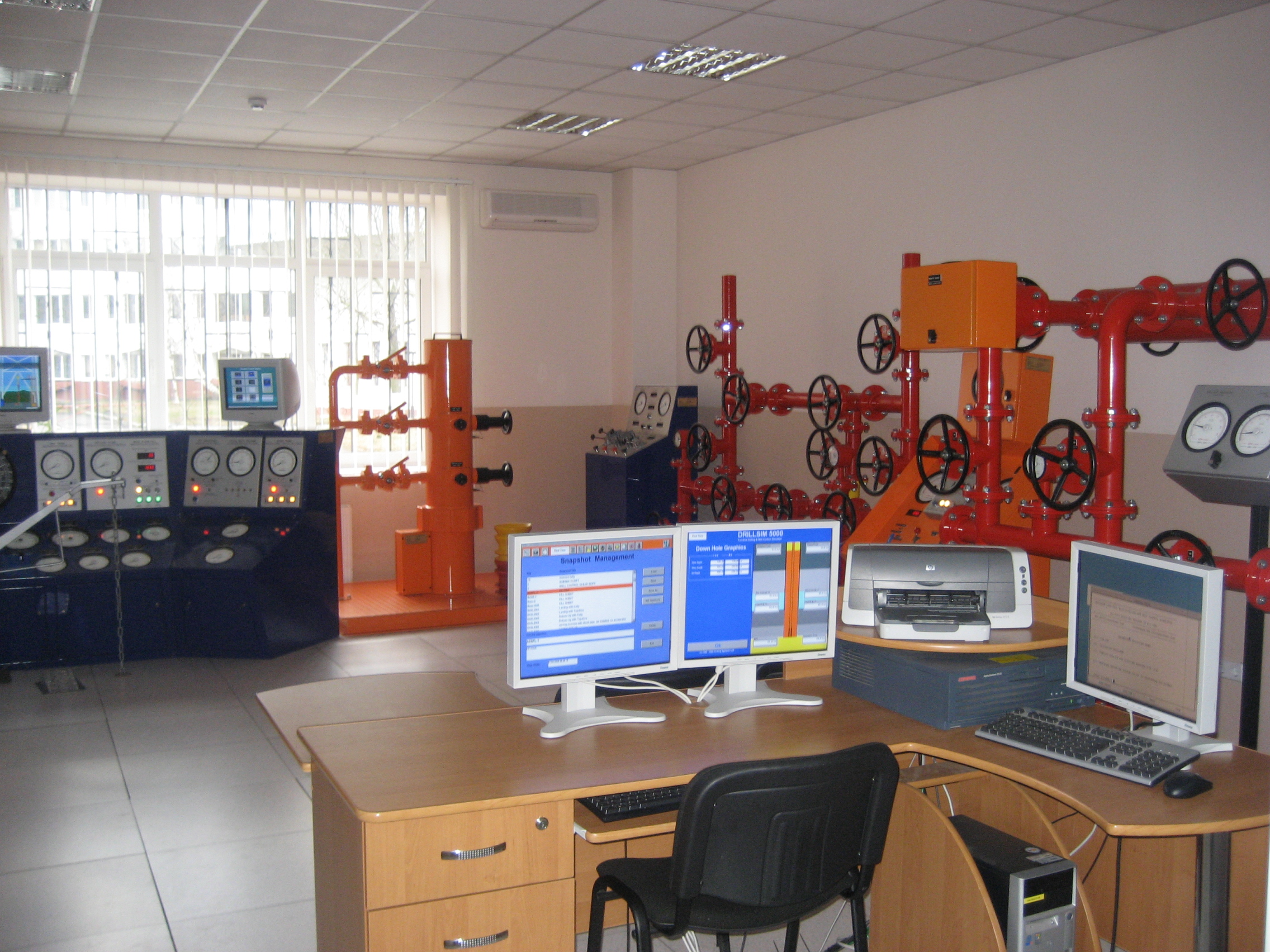
Тренажерний буровий центр

Інститут післядипломної освіти — навчально-методичний, навчально-організаційний і науково-дослідний підрозділ Івано-Франківського національного технічного університету нафти і газу, створений для практичного втілення концепції вищої багатоступеневої інженерно-технічної освіти та неперервної фахової підготовки за всіма базовими спеціальностями університету. 30 червня 2004 року створено Тренажерний буровий центр в складі ІПО, акредитований 13 жовтня 2004 року міжнародною організацією IWCF. 
В Інституті післядипломної освіти при ІФНТУНГ можна здобути освітній ступінь «магістра» за всіма акредитованими спеціальностями університету , за умови наявності базової або повної вищої освіти.

## Навчання іноземних студентів

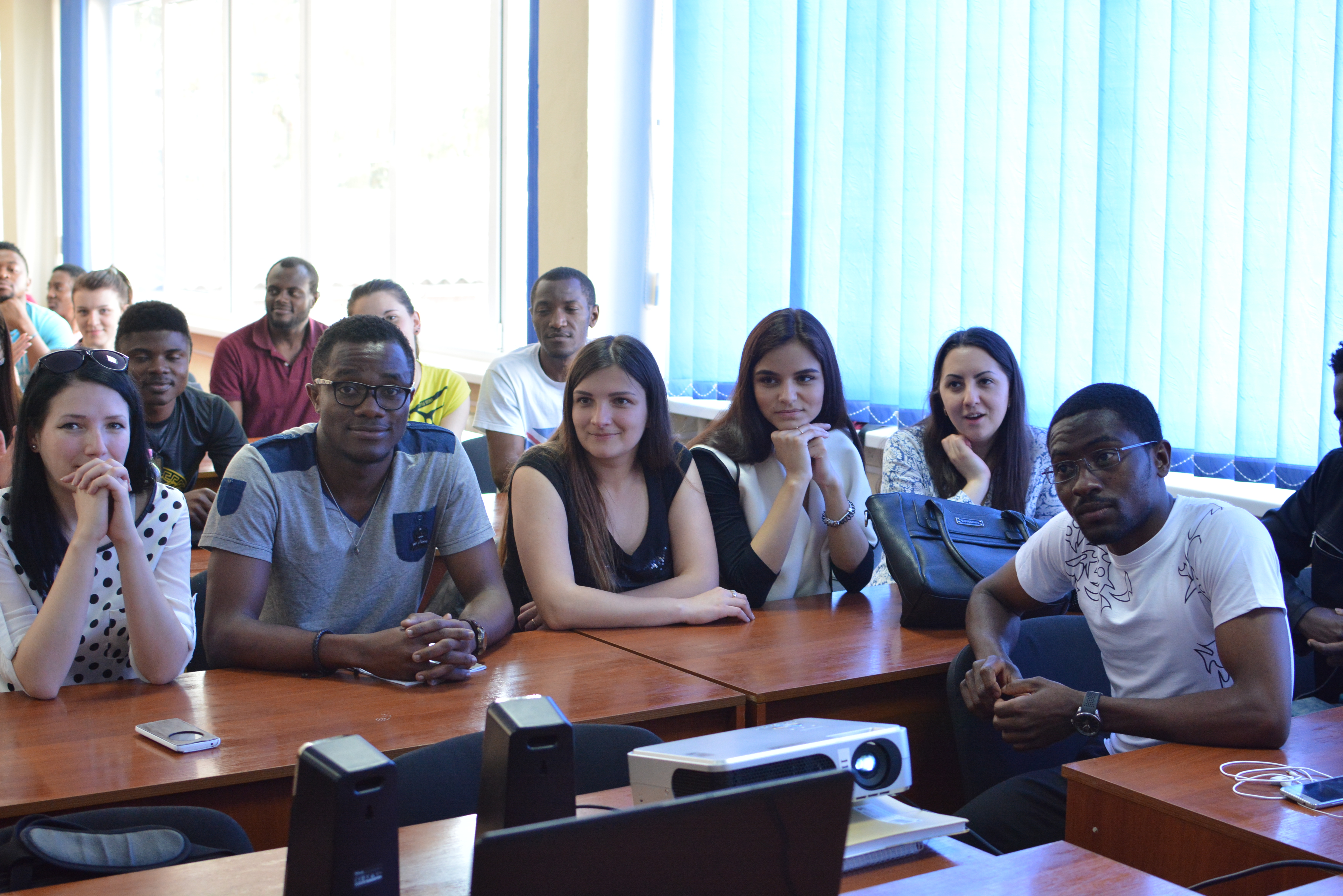
В ІФНТУНГ навчаються студенти з багатьох країн

Серед основних завдань університету — зміцнення його позицій на міжнародному ринку освітніх послуг, залучення іноземних студентів, пошук партнерів для реалізації освітніх проєктів. Міграційні, організаційні та інформаційні послуги для іноземних студентів та вчених, які задіяні в різноманітних освітніх та науково-дослідних програмах забезпечує центр міжнародної інтеграції вищої освіти (ЦМІ).

## Науково-дослідна та інноваційна діяльність

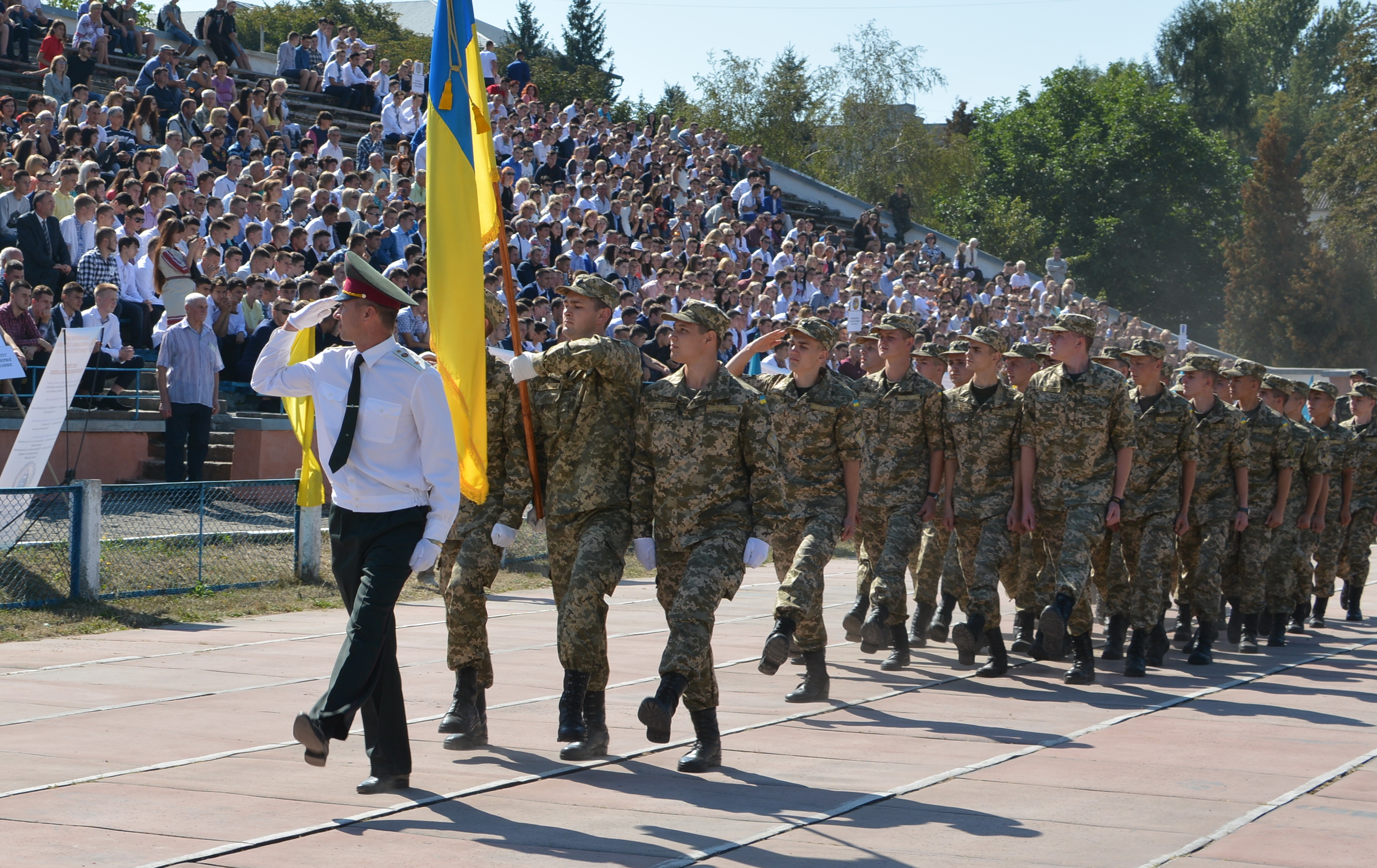
Військовий парад на Перший дзвоник ІФНТУНГ

Основний напрям наукової діяльності учених ІФНТУНГ — це розроблення та удосконалення технологій і технічних засобів інтенсифікації процесів розвідки, буріння, видобутку, транспорту та зберігання нафти і газу, розробки технологій альтернативних джерел енергії.

В університеті функціонують Нафтогазовий технологічний центр; 19 класів комп'ютерної підготовки, два науково-дослідних інститути (нафтогазових технологій, екологічної безпеки та прикладних ресурсів), навчальний науково-виробничий центр «Інтехцентр», інноваційна структура «Нафтогазовий науково-технологічний парк», науково-дослідний інститут нафтогазової енергетики та екології.

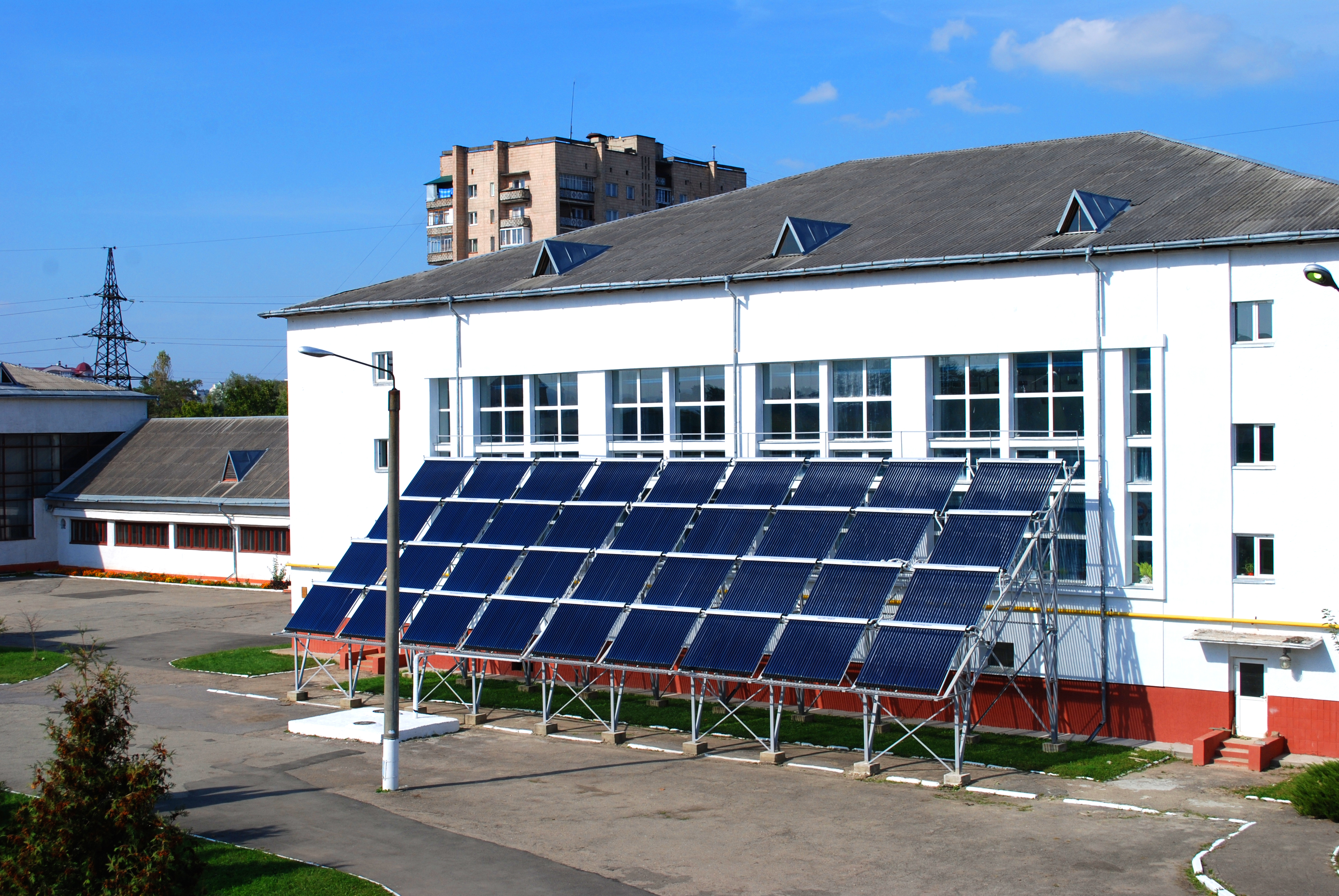

 У складі науково-дослідної частини університету функціонують науково-дослідні лабораторії, відділ комерціалізації об'єктів інтелектуальної власності та інформаційних технологій; відділ стандартизації, сертифікації, метрології та управління якістю; відділ підготовки фахівців високої кваліфікації. 

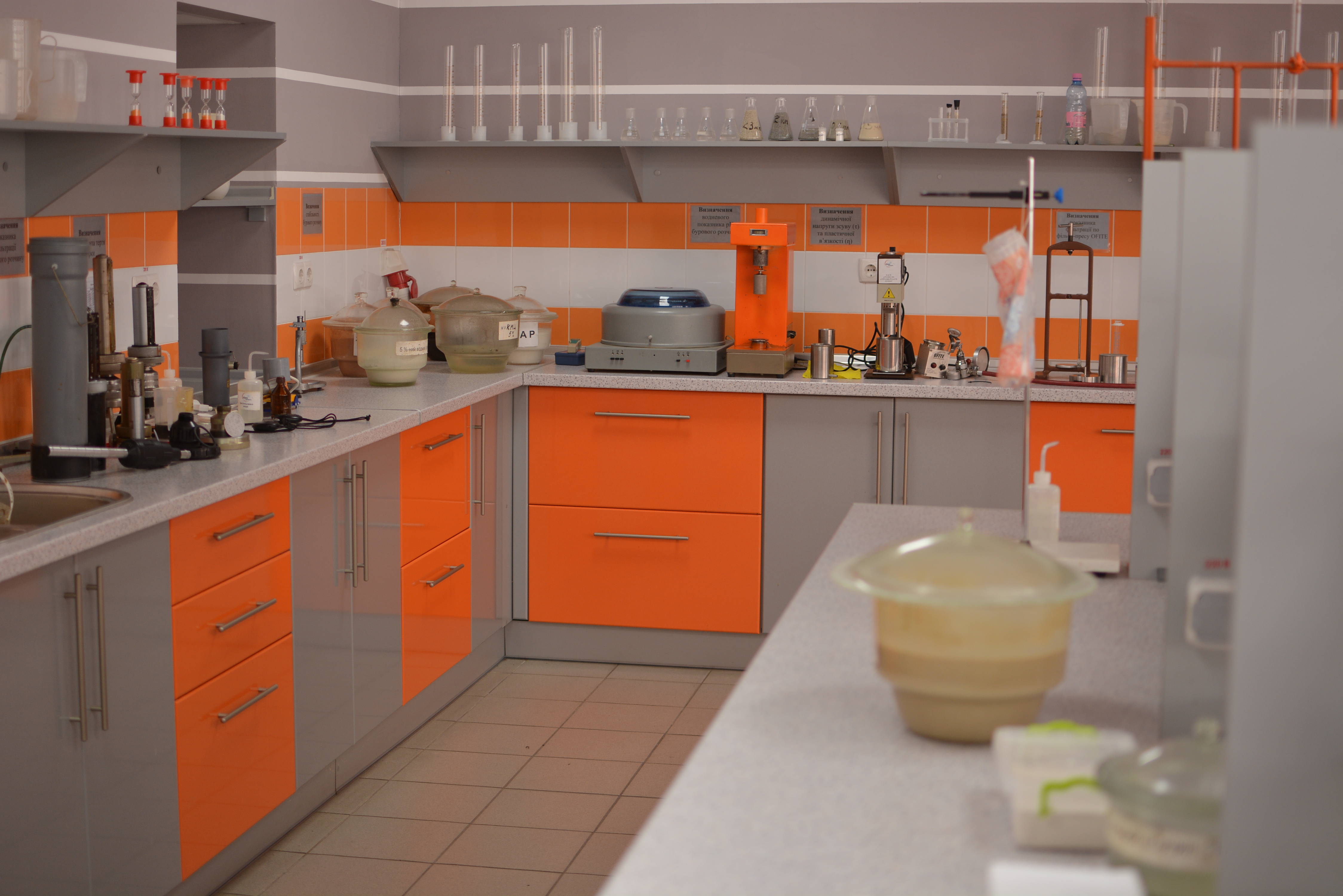
Одна з сучасних лабораторій університету

За сприяння та підтримки вітчизняних та іноземних компаній в університеті відкрито низку високотехнологічних лабораторій: лабораторія апаратно-програмних засобів «SIEMENS» кафедри комп'ютерних технологій в системах управління та автоматики; науково-дослідницька лабораторія тампонажних розчинів кафедри буріння нафтових та газових свердловин; лабораторія автоматизованих систем керування та промислових телекомунікацій «Phoenix-Contact» та лабораторія Smart-технологій на базі обладнання корпорації «Honeywell» при кафедрі інформаційно-телекомунікаційних технологій та систем. Запрацювала «IT-Академія» — перший пілотний проєкт корпорації «Майкрософт» для підготовки молодих спеціалістів рівня Junior. Всього в університеті працюють 30 науково-дослідних лабораторій, науково-навчальний центр, 3 науково-дослідницькі центри, науково-освітній центр «Сланцевий газ», бізнес-інкубатор, лабораторія Інтернет-речей.

## Міжнародна діяльність
Міжнародна діяльність Івано-Франківського національного технічного університету нафти і газу проводиться за такими основними напрямами:
- підготовка студентів з числа іноземних громадян;
- інтеграція університету до європейського та світового науково-освітнього простору шляхом співробітництва із іноземними університетами, організаціями, асоціаціями, фондами тощо;
- участь у міжнародних грантових програмах і проєктах для залучення зовнішніх матеріально-технічних ресурсів;
- міжнародна академічна мобільність, стажування та підвищення кваліфікації студентів, викладачів та науковців університету, а також їх участь у міжнародних тренінгах, конференціях, виставках і семінарах;
- програма отримання подвійних дипломів.

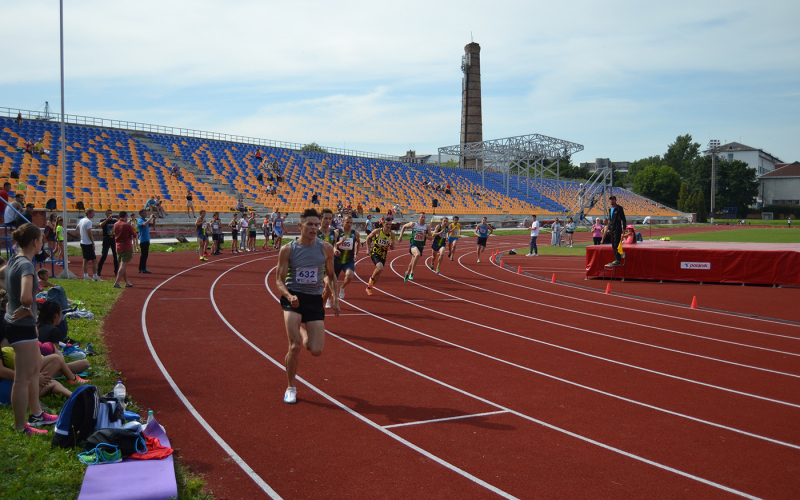
Спортивний комплекс ім. А. П. Гемби

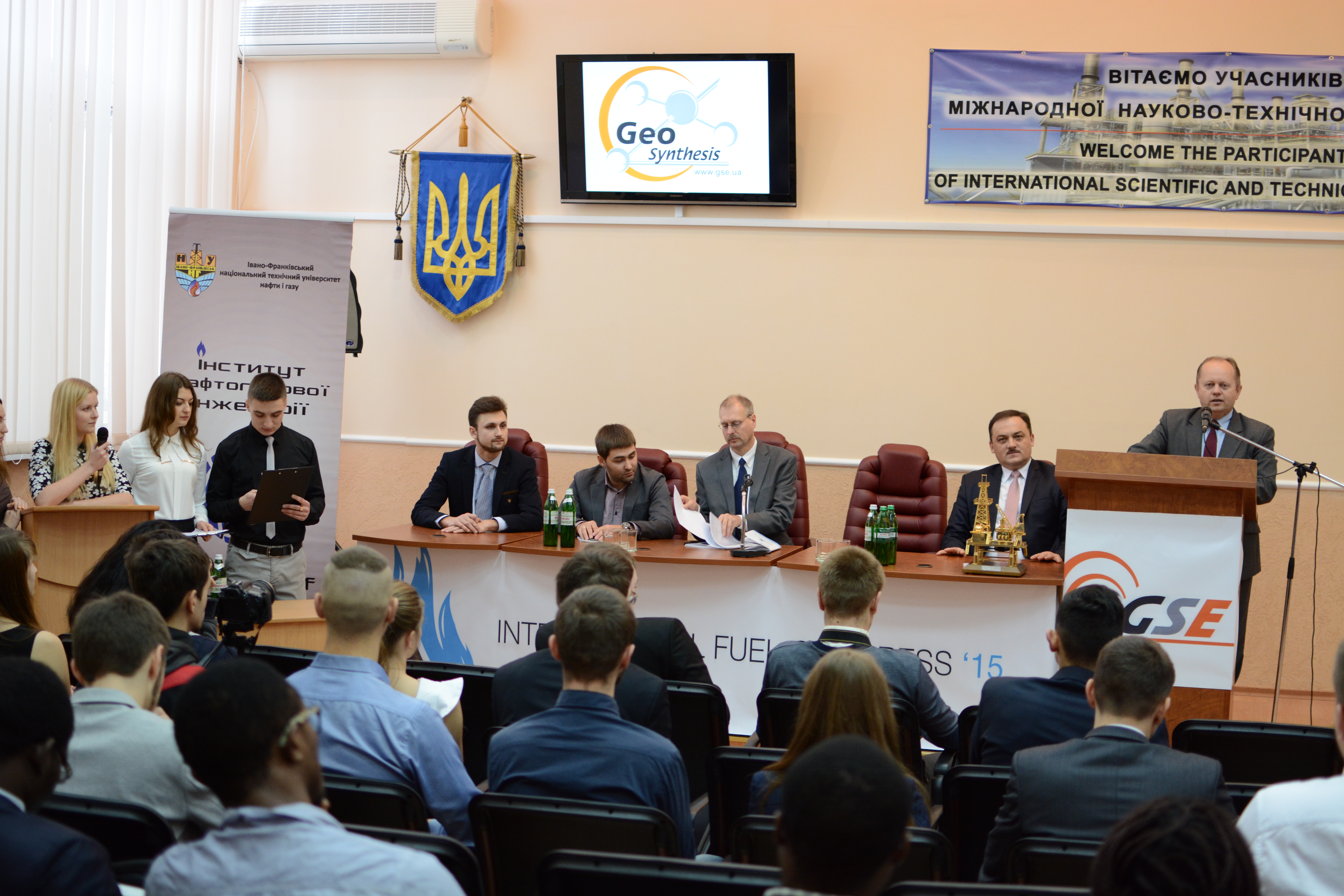

Університет активно співпрацює з провідними вітчизняними та зарубіжними університетами, бере участь в різноманітних міжнародних освітніх та наукових проєктах і програмах. У 2009 році створене Івано-Франківське студентське відділення Спілки інженерів-нафтовиків (SPE) — міжнародного об'єднання вчених, інженерів, менеджерів, спеціалістів і студентів. Станом на сьогоднішній день, підписано понад 50 рамкових угод про співпрацю з закладами освіти та організаціями з більше ніж 20 країн по всьому світу. Студенти та викладачі університету беруть участь у академічній мобільності, що фінансується проєктами міжнародної технічної допомоги. Зокрема це програми «Erasmus + » та «NAWA». Так, Технологічний Університет у м. Кельце та Гірничо-Металургійна Академія ім. Станіслава Сташиця надали можливість нашим студентам здобути нові знання, а викладачам підвищити свій кваліфікаційний рівень. Не залишається університет і осторонь проведення спільних наукових досліджень із закордонними партнерами, зокрема з науковцями Румунії, Угорщини та Словаччини. На разі успішно завершено, знаходиться в процесі виконання або подання заявок на фінансування низка проєктів згідно із програмами Європейського Союзу «Interreg VI-A NEXT».